# Берестянка
Берестя́нка — село в Україні, у Бучанському районі Київської області. Населення становить 410 осіб. Входить до складу Бородянської селищної громади.

## Історія
У 1900 році було збудоване власницьке село Бородянської волості Київського повіту Київської губернії. Відстань від повітового міста 48 верст, від волості 5. Дворів 84, мешканців 520, 1 школа грамоти, 1 пожежна команда.
У міжвоєнний період село постраждало від Голодомору, проведеного радянським урядом у 1932-1933 роках. Ще до початку колективізації в Берестянці для ведення спільного господарства було  створено артіль „Шлях до комунізму”. Таким чином комуністична влада намагалася підготувати ґрунт для подальшої колективізації. Були залучені агітатори, котрі практично щодня приїжджали до Берестянки, агітуючи долучатися до колгоспів. Селяни у своїх поглядах розділилися, зокрема заможні мешканці були категорично проти, тим часом як бідні, повіривши радянській пропаганді, активно доєднювалися до колгоспного руху. Першими активістами були голова сільради Григорій Товстенко та секретар сільради Іван Щербатенко.
Відтак у 1930 році в Берестянці був організований перший колгосп “Шлях Леніна”. Тоді ж розпочалася примусова колективізація - для створення колгоспу та залучення селян у місцевих господарствах були забрані коні, корови, свині, жито та інше збіжжя. Це провокувало незадоволення і опір. Непокірних селян обкладали податками ув'язнювали в місцевій буцегарні. Серед розкуркулених заможних селян були Голубенко Х. Г.,  Архипенко П.С. Сім’ю Веремії Т.Я. у 1931 році було розкуркулено і вислано в Архангельську область (нині - Російська Федерація). Після примусового вилучення у селян усіх продуктів почався голод. Встановлено прізвища 29 померлих від голоду, у т. ч. 15 дітей. Проте, за свідченнями очевидців, загиблих було значно більше. До середини 2000-их рр. у селі проживало 48 осіб, що пережили Голодомор 1932-1933.